# If We Were
If We Were è un singolo della cantante messicana Belinda pubblicato nel 2008 dall'etichetta discografica EMI Televisa Music, estratto dal suo album Utopía Internacional.

## Il disco
La canzone è la versione inglese di Ni Freud Ni Tú Mamá. Nel videoclip fa un piccolo cameo l'attore Andrew Seeley.
Il singolo è stato pubblicato l'11 gennaio 2008 per l'intero continente europeo e ha riscosso un successo straordinario nella trasmissione radiofonica e nella rotazione del video musicale. Anche per quanto riguarda le vendite ha avuto un discreto successo. In Italia ha raggiunto la 1 posizione della classifica di Total Request Live dove è rimasta per settimane ed è stato uno dei video più trasmessi da MTV Italia.